# Baltistan
Pour les articles homonymes, voir Gilgit-Baltistan.
 (février 2017).
Si vous disposez d'ouvrages ou d'articles de référence ou si vous connaissez des sites web de qualité traitant du thème abordé ici, merci de compléter l'article en donnant les références utiles à sa vérifiabilité et en les liant à la section « Notes et références ».
Le Baltistan (en balti : སྦལ་ཏི་སྟཱན ou sbal ti stAn en translittération Wylie, en ourdou : بلتستان) ou Baltiyul (en balti : སྦལ་ཏི་ཡུལ་། ou sbal ti yul en translittération Wylie), est une région montagneuse à la frontière du Pakistan et de l'Inde dans les montagnes du Karakoram, juste au sud du K2 (la deuxième plus haute montagne du monde). Son altitude moyenne est de plus de 3 350 mètres. La région est surnommée le « Petit Tibet » en raison de ses affinités culturelles et historiques avec le Tibet,.